# Gabriele Frasca
Gabriele Frasca (Napoli, 1957) è un poeta, scrittore e traduttore italiano.

## Biografia
Si è formato presso la Facoltà di Lettere dell'Università degli Studi di Napoli "Federico II", alla scuola di Vittorio Russo e Giancarlo Mazzacurati. Ha insegnato e svolto attività di ricerca presso l'Università di Napoli "Federico II", l'Università per Stranieri di Siena, prima di trasferirsi presso l'Università degli Studi di Salerno, dove insegna Letterature Comparate nel corso di laurea in Scienze della Comunicazione.
Ha collaborato con Radio RAI e tra il 1991 e il 1993 è stato regista, autore e conduttore di Diretta Audiobox su RadioUno. Dal 2012 al 2016 gli è stata affidata la presidenza del Premio Napoli.
Nel 1984 ha pubblicato Rame, la sua prima silloge poetica, per la casa editrice Corpo 10 di Milano. Una nuova edizione di questo lavoro è uscita nel 1999 per l'editore Zona di Genova, mentre altre tre raccolte di poesie – Lime, Rive, Rimi, ricche di sezioni in ritmo di prosa, sono state pubblicate da Einaudi di Torino rispettivamente nel 1995, nel 2001, e nel 2013. Nel 2007 ha pubblicato Prime per Luca Sossella editore che ha vinto il Premio Napoli nel 2008.
Ha scritto le "cinque tragedie seguite da due radiocomiche” raccolte nel volume Tele, edito nel 1998, e tre opere di narrativa: Il fermo volere. Una nuova avventura dell'ingegnoso Spirit., pubblicato negli anni ottanta da Corpo 10 e più recentemente dalle Edizioni d'if di Napoli, col CD audio Merrie Melodies di Steven Brown e dello stesso Frasca, Santa Mira, uscito per Cronopio nel 2001, poi ripubblicato presso Le Lettere nella collana "Fuori formato" diretta da Andrea Cortellessa, e infine  Dai cancelli d'acciaio (Sossella 2011).
Ha fondato i gruppi poetico-musicali Asilo Poetico e i ResiDante e ha collaborato a più riprese con musicisti come Steven Brown e Roberto Paci Dalò (che, come regista, ha firmato diversi spettacoli teatrali su testi di Frasca).
Per la casa editrice Fanucci di Roma ha tradotto nel 1993 il romanzo di Philip K. Dick Un oscuro scrutare (A Scanner Darkly) e ancora per Einaudi Watt (1998), Le poesie (1999) e Murphy (2003), tre opere di Samuel Beckett.
Nel 2005 ha tenuto presso l'Università di Lecce il seminario "Il suono e la voce”, con Giovanni Lindo Ferretti, Andrea Rossetti e Roberto Paci Dalò, presentando insieme a quest'ultimo il progetto Rimi, finalizzato alla realizzazione e all'esecuzione di una “letteratura da ascolto”; progetto poi convertitosi nell'omonimo volume (Einaudi 2013).
Nel 2008 ha curato per il Napoli Teatro Festival il ciclo di spettacoli L'Assedio delle Ceneri a partire da prediche di Giacomo Lubrano scritte da autori di varia estrazione (quali Barca, Boeri, Dal Lago, Doninelli, Odifreddi), da poeti (come Insana, Ottonieri, Valduga, Voce), e interpretate da attori come Enzo Moscato, Silvio Orlando, oltre che dai poeti stessi, per la regia di Roberto Paci Dalò.
Dal febbraio del 2008 al marzo del 2010 ha pubblicato a fascicoli, solo per i sottoscrittori, il romanzo Dai cancelli d'acciaio (poi pubblicato in volume da Luca Sossella Editore). Il romanzo è stato recensito, fra gli altri, da Daniele Giglioli su "Alias", Cecilia Bello su "Alfabeta2", Andrea Cortellessa su "La Stampa" e "Il Corriere della Sera"; con quest'opera, Frasca ha ottenuto il primo posto nella Classifica di qualità del Premio Pordenonelegge-Dedalus
L'opera saggistica riguarda autori e tematiche del canone non solo novecentesco (Beckett, Dick, Gadda, Joyce; il "reticolo mediale"; la forma sestina...)

## Opere principali

### Poesie
- Rame (1984; Genova, Zona, 1999)
- Lime (Torino, Einaudi, 1995)
- Rive (Torino, Einaudi, 2001)
- Prime. Poesie scelte 1977-2007 (Roma, Luca Sossella Editore, 2007)
- Quevedo, ovvero Perché è più freddo della morte amore (Napoli, Edizioni d'If, 2009)
- Rimi (Torino, Einaudi, 2013)
- Lame, a cura di Giancarlo Alfano e Riccardo Donati (Roma, L'orma editore 2016), ISBN 978-88-980-3899-2

### Racconti e romanzi
- Il fermo volere (1987), poi riedito (Napoli, Edizioni d'If, 2004).
- Santa Mira (2001).
- Santa Mira riedito con un cd allegato di musiche originali dei ResiDante nella collana "Fuori Formato" (Firenze, Le Lettere, 2006).
- Dai cancelli d'acciaio (Roma, Luca Sossella Editore, 2011)

### Saggi
- Cascando. Tre studi su Samuel Beckett (Napoli, Liguori, 1988).
- La furia della sintassi. La sestina in Italia (Napoli, Bibliopolis, 1992).
- La scimmia di Dio: l'emozione della guerra mediale (Genova, Costa&Nolan, 1996).
- La lettera che muore. La "letteratura" nel reticolo mediale (Roma, Meltemi, 2005).
- L'oscuro scrutare di Philip K. Dick (Roma, Meltemi, 2007).
- Per finire ancora. Studi per il centenario di Samuel Beckett (con CD audio), a cura di Gabriele Frasca, Pisa, Pacini, 2007.
- Nero chiaro: lo spazio beckettiano e le messe in scena di Giancarlo Cauteruccio, a cura di Gabriele Frasca, Alfonso Amendola, Antonio Iannotta, Editoria & Spettacolo, 2010
- Un quanto di erotìa. Gadda con Freud e Schrödinger (Napoli, Edizioni d'If, 2012).
- Joyicity. Joyce con McLuhan e Lacan (Napoli, Edizioni d'If, 2012).
- Lo spopolatoio. Beckett con Dante e Cantor (Napoli, Edizioni d'If, 2014)
- La lettera che muore. La "letteratura" nel reticolo mediale (nuova edizione, Luca Sossella editore, 2015)

Ha curato l'edizione italiana (tradotta da Giancarlo Alfano) della biografia di Samuel Beckett scritta da James Knowlson: Damned to Fame. The Life of Samuel Beckett (Torino, Einaudi, 2001) e suoi saggi su Beckett appaiono in diverse opere collettive dedicate all'autore irlandese negli ultimi anni in Italia, cfr. per esempio: 
- "Beckett nel paradiso di Cantor" in Beckett ultimo atto, a cura di Rosy Colombo e Giuseppe Di Giacomo, AlboVersorio, 2009.
- "Prima o poi tutti i pupazzi piangono" in Beckett & Puppet. Studi e scene fra Samuel Beckett e il teatro di figura a cura di Fernando Marchiori, Titivillus, 2007.
- "Beckett & Beckett: il doppio come identità" in Per il Centenario di Samuel Beckett (a cura di Andrea Inglese, Chiara Montini), Marcos y Marcos, 2006, numero 35 del semestrale di teoria e pratica della traduzione letteraria.
- "Dante in Beckett", in Tegole dal cielo. La letteratura italiana nell'opera di Beckett, a cura di Giancarlo Alfano, Andrea Cortellessa, EDUP, 2006.
- Su Beckett, numero monografico de "il verri", anno XLVII, n. 18, 2002.

Ha curato il volume Theodor W. Adorno, Walter Boehlich, Martin Esslin, Hans-Geert Falkenberg, Ernst Fischer, Essere ottimisti è da criminali. Una conversazione televisiva su Beckett, Napoli, L'ancora del mediterraneo, 2012. Il libro comprende il saggio di Frasca La ricerca del nulla positivo e una antologia di brani dalla Teoria estetica di Adorno.
Ha curato anche Theodor W. Adorno, Il nulla positivo, L'orma editore, 2019. Il volume contiene anche un'introduzione di Frasca.
Ha scritto inoltre: 
- la postfazione a Mario Pomilio, Il quinto evangelio, Roma, L'orma editore 2015
- l'introduzione a Lello Voce L'esercizio della lingua: poesie 1991-2008, Firenze, Le Lettere, Fuoriformato, 2008
- il catalogo della mostra dedicata all'artista napoletano Errico Ruotolo: Gli inediti di Errico Ruotolo. Aprire gli occhi ed ascoltare il buio, Napoli, Edizioni d'If, 2005.
- la postfazione a Philip K. Dick, Ma gli androidi sognano pecore elettriche? (Roma, Fanucci, 2000).
- l'introduzione a Lev Trotsky, Storia della Rivoluzione Russa (Mondadori, 2018; trad. di Livio Maitan)

### Teatro
- Tele. Cinque tragedie seguite da due radiocomiche (Napoli, Cronopio 1998)

### Traduzioni
- S. Beckett, Watt, con prefazione, nota del traduttore e bibliografia, pp. VII-LVIII, Torino, Einaudi, 1998
- S. Beckett, Le poesie, con prefazione, nota del traduttore e bibliografia, Torino, Einaudi, 1999
- S. Beckett, Murphy, con postfazione Come usare la macchina di Murphy, pp. 203-229, Torino, Einaudi, 2003
- S. Beckett, In nessun modo ancora, con prefazione, pp. V-XXX, Torino, Einaudi, 2008
- P.K. Dick, Un oscuro scrutare, Roma, Fanucci, 2010